# (20947) Polyneikes
(20947) Polyneikes (2638 T-2) – planetoida z grupy trojańczyków okrążająca Słońce w ciągu 11,61 lat w średniej odległości 5,12 j.a. Odkryta 29 września 1973 roku, nazwana na cześć Polinika (Polinejkes), syna Edypa i Jokasty, bohatera dramatu Antygona.